# Steve Murphy
Steve Murphy (nacido Stephen Murphy) (1957, Tennessee) comenzó su carrera policial en su estado natal, Virginia Occidental. A mediados de 1980, se unió a la DEA y fue destinado a Miami, Florida, el núcleo del comercio de la explotación de cocaína. En 1991, Murphy fue trasladado a Bogotá, Colombia, donde trabajó exitosamente en la caza del narcotraficante Pablo Escobar. Su historia forma parte del argumento de la serie de Narcos de Netflix.

## Juventud
Stephen Murphy nació en Tennessee en 1957. A una edad muy temprana, se mudó con su familia a Princeton, Virginia Occidental, donde sus padres, Marvin y Betty Murphy, regentaban una tienda de alfombras. Se graduó en el instituto de Princeton en 1974 y en otoño de ese mismo año se matriculó en la Universidad de Virginia Occidental (WVU, por las siglas de West Virginia University en idioma inglés). Cursó un año en la WVU antes de trasladarse a la Universidad Estatal de Bluefield, en Bluefield, Virginia Occidental. Se graduó en 1981 con una diplomatura en justicia criminal y con un ojo puesto en una carrera policial. 
"Nunca quise ser ninguna otra cosa", explicó más tarde. "Siempre me intrigaron la policía y el cumplimiento de la ley".

## Un joven policía
El inicio de Murphy en la policía le llegó como becario a los 19 años, en el departamento de policía de Bluefield. Desde allí, accedió al Departamento del Sheriff de Merced County, antes de aceptar un trabajo a jornada completa como patrullero en Norfolk, Virginia.  
Muy pronto, Murphy se interesó en la investigación de narcóticos y finalmente se alistó en la academia de la Administración del Control de Drogas (DEA, por las siglas de Drug Enforcement Administration en idioma inglés). Después de graduarse en 1987, fue destinado a Miami, Florida, una ciudad con un intenso tráfico de drogas y elevado número de asesinatos.

## Siguiendo a Pablo Escobar
Murphy trabajó en Miami durante 4 años, gran parte del tiempo de manera encubierta, antes de que la DEA lo trasladara a Bogotá, Colombia. En ese momento, Colombia era conocida como el eje central mundial del tráfico de drogas, armas y un lugar muy peligroso para los agentes de la DEA, cuyas cabezas en algunos casos alcanzaban la cifra de US$300.000.
Al mando del monopolio del tráfico de drogas de Colombia estaba Pablo Escobar, cabeza de un poderoso grupo de narcotraficantes que la DEA denominaría "el Cartel de Medellín". Rico —su fortuna se estimaba en un valor de $30 mil millones—, Escobar usó el terror para presionar a los políticos colombianos en contra de la extradición de narcotraficantes a Estados Unidos y garantizar la amnistía a los barones de la droga que abandonasen el narcotráfico. Su campaña de terror cobró la vida de políticos, funcionarios civiles, periodistas y ciudadanos civiles. 
Haciendo equipo con su compañero de la DEA, el agente Javier Peña, Murphy recogió inteligencia sobre el terreno colombiano para facilitar la labor de la Policía Nacional de Colombia (CNP).
Cuando la riqueza de Escobar se convirtió en un motivo de debate público, los EE. UU. incrementaron la presión sobre Colombia para extraditarlo. En 1991, Escobar se rindió al gobierno pero la prisión en la que fue ingresado fue una de su propia construcción, completamente equipada con artículos de lujo para seguir delinquiendo. 
En junio de 1992, Escobar se escapó de su prisión, comenzando una de las persecuciones más largas del mundo. Más de 600 CNP, así como Navy SEALS, peinaron el país para dar con él. Murphy y Peña también formaron parte de esta búsqueda. 
La persecución llegó a su fin el 2 de diciembre de 1993, cuando la CNP abatió a Escobar en Medellín. Murphy estuvo presente en el abatimiento final. 
La persecución y muerte de Escobar pronto se convirtieron en motivo de leyenda y en 2015 la historia de Murphy y Peña sirvió como argumento a la serie de Narcos, de Netflix, que cuenta la historia del despegue y caída de Escobar. Ambos, Murphy y Peña, han viajado alrededor del mundo para hablar sobre su época en Colombia y trabajaron como asesores en la serie.

## Etapa post DEA
En 1994, Murphy fue redestinado a los EE. UU. donde continuó su trabajo con la DEA hasta su jubilación en 2013. Actualmente Murphy dirige una empresa de consultoría legislativa y policial que él mismo fundó. Es padre de dos hijas y vive con su mujer en el área de Washington D. C.